# Mối quan hệ giữa toán học và vật lý

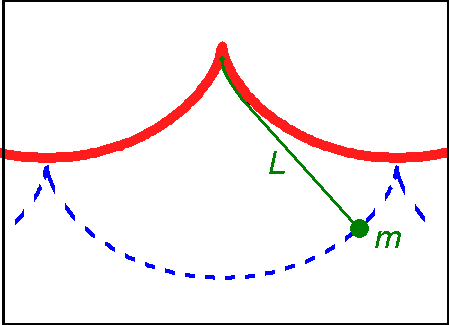
Một chu kỳ con lắc là đẳng thời, thực tế được phát hiện và chứng minh bởi Christiaan Huygens theo các giả định toán học.

Toán học được phát triển bởi người Hy Lạp cổ đại để thử thách trí tuệ và tạo niềm vui. Thật đáng ngạc nhiên, nhiều khám phá của họ sau này đã đóng vai trò quan trọng trong các lý thuyết vật lý, như trong trường hợp các phần hình nón trong cơ học thiên thể.

Mối quan hệ giữa toán học và vật lý là một đề tài nghiên cứu của các nhà triết học, nhà toán học và nhà vật lý từ thời Cổ đại, và gần đây cũng bởi các nhà sử học và các nhà giáo dục. Thường được coi là một mối quan hệ thân mật tuyệt vời, toán học đã được mô tả là "một công cụ không thể thiếu cho vật lý" còn vật lý đã được mô tả là "một nguồn cảm hứng và hiểu biết sâu sắc trong toán học".
Trong công trình Vật lý của mình, một trong những chủ đề được Aristotle luận giải là cách nghiên cứu được thực hiện bởi các nhà toán học sẽ khác với cách nghiên cứu được thực hiện bởi các nhà vật lý. Sự ưu ái xem toán học là ngôn ngữ của tự nhiên được xuất hiện trong các ý tưởng của Pythagore: với niềm tin "Những con số sẽ thống trị thế giới" và "Mọi thứ điều là số", và hai thiên niên kỷ sau đó, Galileo Galilei đã bày tỏ rằng: "Cuốn sách của tự nhiên đã được viết bằng ngôn ngữ toán học ".
Trước khi đưa ra bằng chứng toán học cho công thức tính thể tích của khối cầu, Archimedes đã vận dụng lý luận vật lý để tìm ra giải pháp (tưởng tượng sự cân bằng của cơ thể trên thang đo). Từ thế kỷ XVII, nhiều tiến bộ quan trọng nhất trong toán học được thúc đẩy bởi các nghiên cứu vật lý, và điều này tiếp tục trong các thế kỷ tiếp theo (mặc dù, đã được định rằng, từ thế kỷ XIX toán học bắt đầu ngày càng độc lập với vật lý). Sự tạo tác và phát triển của tính toán liên quan chặt chẽ đến nhu cầu của vật lý: Cần có một ngôn ngữ toán học mới để giải quyết các động lực học mới phát sinh từ công trình của các học giả như Galileo Galilei và Isaac Newton. Trong suốt thời kỳ này, có rất ít sự cách biệt giữa vật lý và toán học; như việc Newton xem hình học là một nhánh của cơ học. Rồi thời gian trôi đi, toán học ngày càng tinh tế bắt đầu có mặt trong vật lý. Hiện giờ kiến thức toán học được dùng trong vật lý ngày càng phức tạp hơn, như trong trường hợp của thuyết dây.